# Нуб Сайбот
Нуб Сайбот (англ. Noob Saibot) — вигаданий ігровий персонаж із серії Mortal Kombat. Вперше з'явився в Mortal Kombat II прихованим неграбельним персонажем, його чорний силует скопійовано з інших персонажів ніндзя. Нуб Сайбот — це породження волі Саб-Зіро, тому між ними є родинний зв'язок.
Біографія Нуб Сайбота не містить подробиць в Mortal Kombat 3, Mortal Kombat 4 та оновленнях цих ігор, його передісторію можна дізнатися тільки в Mortal Kombat: Deception, де була встановлена його особистість, як оригінального Саб-Зіро, який був убитий Скорпіоном на турнірі «Смертельна битва» у першій грі Mortal Kombat 1992 року.

## Створення
ім'я персонажа складається з написаних у зворотному порядку прізвищ двох головних розробників гри — Еда Буна (Boon) і Джона Тобіаса (Tobias).
На відміну від Mortal Kombat II в Mortal Kombat 3 він має не чорний спрайт ніндзя, а перефарбований спрайт Кано. Це викликано тим, що в грі не було інших ніндзя. Але в Ultimate Mortal Kombat 3 були повернуті ніндзя і Нуб Сайбот отримав відповідний спрайт чорного кольору.

## Історія

### Нуб Сайбот
Нуб-Сайбот постав як Саб-Зіро в оригінальній грі 1992 року Mortal Kombat, але був убитий Скорпіоном і перероджений в Пеклі, щоб служити Шинноку і Братерству Тіні, хоча ці факти біографії розкриваються тільки в Mortal Kombat: Deception. Вже як Нуб Сайбот (його нинішня форма) він вперше з'являється в Mortal Kombat II прихованим супротивником. Його персонаж з'являється також в домашніх версіях Ultimate Mortal Kombat 3 і Mortal Kombat Trilogy.
Історія обох братів Саб-Зіро починається в Китаї. Їх батько був одним з воїнів клану найманих вбивць Лін Куей, а мати була простою американською жінкою. Бі-Хань (кит. 避寒, піньїнь: Bìhán) був зразковим учнем у клані Лін Куей і був єдиним воїном, який зумів здолати 4 Богів різних стихій. У Лін Куей навчався зі своїм молодшим братом по імені Куай Лян і кращим воїном клану. Одного разу в клан до Грандмастера прийшов чаклун Куан Чі і попросив дістати йому карту, на пошуки якої вирушив Бі-Хань. Досягнувши місця, він зустрів іншого воїна — Хандзо Хасаші, також відомого як Скорпіон, воїна з клану Ширай Рю. У битві Саб-Зіро перемагає і вбиває Скорпіона. Повернувшись в клан, Бі-Хань приносить чаклуну карту. В нагороду за карту, чаклун знищує ворожий клан Ширай Рю. Після цього він відправляє Саб-Зіро за амулетом, вказавши його місце розташування на карті. Саб-Зіро перемагає зберігачів амулета — чотирьох Богів, повелителі стихій і знаходить амулет. Але тут же з'являється Куан Чи, забирає амулет прямо з-під рук воїна Лін Куей, сказавши, що амулет належить його пану з Пекла, лорду Шинноку, який тепер, за допомогою цього амулета знищить Земне Царство. Саб-Зіро не повірив словам Куан Чи і назвав його «хворим». Чаклун посміхнувся і зник… Раптом з'являється Бог Грому Райден який розповідає воїну Лін Куей сили, прихованої в цьому амулеті і посилає його в пекло, щоб виправити помилку, яку він зробив. Там Саб-Зіро стикається з переродження, завдяки Куан Чи, Скорпіоном, але перемагає його знову. Потім воїн через Міст Безсмертя досягає фортеці Шиннока і там перемагає трьох убивць, які служать у Куан Чі. Саб-Зіро пощадив тільки Сарину і не став його вбивати. Він знайшов притулок Куан Чи, а той доповідає воїну Лін Куей про те, що єдина причина по якій Саб-Зіро може існувати в Пеклі — це темрява, якою позначена його душа. Він запропонував Саб-Зіро приєднатися до Братства Тіні, але воїн Лін Куей відмовився і вступив у бій з чаклуном. Наприкінці поєдинку з'являється Саріна і завдає вирішального удару. Куан Чи переможений. Раптово з'являється Шиннок і смертельно ранить Сарину. Бі-Хань вступає в бій з Шинноком і перемагає його. Забравши амулет, Саб-Зіро віддає його Райдену, запитавши, чи правда, що його душа проклята темрявою? Райден підтвердив слова Куан Чи, наостанок сказавши, що людина сама керує своєю долею і Саб-Зіро все ще може змінити своє майбутнє.
Саб-Зіро повертається в штаб Лін Куей. Через деякий час інший чаклун, на ім'я Шан Цзун, запрошує Саб-Зіро взяти участь у турнірі під назвою «Смертельна битва». На кораблі чаклуна, по дорозі на острів Шан Цзуна, Саб-Зіро знову зустрічає Скорпіона. Але цього разу Скорпіон перемагає і вбиває старшого Саб-Зіро. Душа Бі-Ханя, переповнена злом і осквернена вбивствами, вирушає до пекла.
Після того, як Саб-Зіро потрапив у пекло, Куан Чі і Шиннок прийняли його в свій клан — Братство тіні, перетворивши колишнього кріоманта в темного демона — Нуба Сайбота. Через деякий час Куан Чі відправив нуб Сайбота у зовнішній світ на службу до імператора Шао Кана під прикриттям. і коли чемпіон «Смертельної битви» Лю Кан переміг Шиннока і відправив його назад в пекло, Нуб Сайбот знову повернувся до імператора Шао Кана. Залишки армії імператора зазнавали поразки в битві з армією Кітани і Шоканів. Тому Шао Кан відправив нуб Сайбота непомітно взяти участь у битві, усунувши головнокомандувачів ворожих армій. Тоді ж, під час однієї з битв між еденіанцями, шоканами і зовнішньосвітовими, Нуб Сайбот знаходить принца шоканів Горо і смертельно ранить його. Але коли демон збирається доповісти про свою справу Шао Кану, то виявляє імператора мертвим. Блукаючи лабіринтами фортеці, він знаходить в одній з темниць кіборга Смоука і перепрограмує його на служіння собі. Таким чином вони об'єднуються і вирушають до пекла, де випадково натикаються на Куай Ляна — молодшого брата. Бі-Хань тепер не визнає свого брата і намагається вбити його, але Сарина рятує Саб-Зіро. Нуб Сайбот і Смоук повертаються до Куан Чі, разом знаходять Сарину і дізнаються у неї про місце розташування палацу Лін Куей. Після того як нуб Сайбот і Смоук захопили палац Лін Куей, Нуб Сайбот наказує Смоуку зробити слуг з воїнів Саб-Зіро, тобто зробити з них кіборгів і перепрограмувати. Сам же Нуб Сайбот знаходить Саб-Зіро, бореться зі своїм братом і перемагає його. Але тут з'являється Смоук і доповідає Нуб Сайботу про втручання напівбога Тейвена, сина Аргуса, захисника Еденії. Тейвен знаходить нуб Сайбота і перемагає його, а потім рятує Куай Ляна. Після цього Саб-Зіро намагається очистити душу брата від зла, але не встигає довести справу до кінця, бо Армагеддон наблизився.
Нуб Сайботу вдається втекти від брата, і він вступає в битву в кратері Еденії і приєднується до сил темряви Куан Чі.
Згідно кінцівці Нуб Сайбота в Mortal Kombat: Armageddon, після поразки Блейза він залишається один в темряві. Дві особистості воюють між собою всередині нього. Обидві вони в рівній мірі сильні, і, врешті-решт, вони зливаються в одну. В результаті цього залишається вже не Нуб Сайбот і не Бі-Хань, а абсолютно нова особистість.

### Нова хронологія
Брати Бі-Хан і Куай Ліенг були викрадені у своїх батьків воїнами з клану Лін Куей і виховані як віддані воїни цього клану. Пізніше Бі-Хан, який взяв собі ім'я «Саб-Зіро», зміг зірвати підступні задуми Шиннока і Куан Чі.
Вперше Бі-Хан з'являється в сюжеті ще у вигляді Саб-Зіро на десятому турнірі Смертельної Битви. Разом з двома іншими воїнами зі свого клану, Сектором і Сайраксом, він був найнятий Шан Цзуном, щоб боротися за зовнішній світ і допомогти вибити земних воїнів зі змагання. Спочатку він воював з Сонею Блейд в лігві Горо, коли та шукала Джакса, що знаходиться в ув'язненні. Бі-Хан цей поєдинок програв. Після цього він воював у бою проти Скорпіона. Цей бій Бі-Хан також програв. Райден, передбачаючи, що після своєї загибелі Бі-Хан перетвориться на жахливого воїна-тінь, намагався умовити Скорпіона пощадити його, обіцяючи в обмін, повернути до життя його клан і сім'ю. Але некромант Куан Чі зміг змусити Скорпіона вбити Саб-Зіро, показавши йому ілюзію знищення його клану і сім'ї Саб-Зіро старшим. Скорпіон втратив контроль над собою і спалив Саб-Зіро живцем. Після цього він приніс його череп і хребет в тронний зал Шан Цзуна як доказ своєї перемоги. Райден, дивлячись на останки воїна, сказав, що Бі-Хан був героєм, який колись допоміг врятувати Земне Царство від Шиннока.
Після закінчення десятого турніру Смертельної битви і перед турніром у зовнішньому світі, Бі-Хан був воскрешений Куан Чі, як воїн тіні, Нуб Сайбот. Після цього він був призначений на допомогу Шао Кану, коли той продовжив свої спроби захопити Землю.
Першими, хто зіткнувся з ним, стали Лю Кан і Кун Лао, коли вони прийшли в Вежу, щоб врятувати з полону принцесу Кітану. Замість Кітани їх там чекали Нуб Сайбот, Шива і Горо. Кун Лао відчув у Нуб Сайботі, щось знайоме, і спробував з'ясувати, ким він є, але воїн-тінь втік під час бою Кун Лао і Горо.
Нуб Сайбот був присутній при воскресінні королеви Сіндел Куан Чі. Пізніше нуб Сайбот і Міліна атакували Кабала, коли той намагався вбити Шао Кана. Обидва вони були переможені, і Кабал благополучно зміг втекти на Землю через портал.
Пізніше Нуб Сайбот допомагав Куан Чі у створенні величезного вихору з душ-Солнадо. Але як тільки він помітив кібер Саб-Зіро, Нуб Сайбот пішов боротися з ним, попередньо отримавши попередження від Кано, що кібер Саб-Зіро-зрадник, який працює на опір. Коли нуб Сайбот і Кібер Саб-Зіро зіткнулися, Нуб Сайбот розкрив свою справжню особистість і заявив, що Куай Ліенг, недостойний носити титул «Саб-Зіро», і що вони більше не брати. У бою перемогу здобув кібер Саб-Зіро, який сказав, що Нуб Сайбот був правий — вони дійсно більше не брати. Незабаром, після поєдинку з кібер Саб-Зіро, Нуб Сайбот воював з нічним Вовком, і був їм викинутий в Солнадо, яке було знищено шаманом. Що сталося з Нуб Сайботом далі, невідомо.
Згідно зі словами Еда Буна в МК 2011 «Нуб „ — це основний персонаж, а“ Сайбот» — його тіньовий двійник.

## Особливі прийоми

### Спецприйоми
- Куля темряви (UMK3, MKT, MK (2011)) — Нуб кидає у ворога тіньову хмару, яка тимчасово позбавляє його можливості атакувати, і блокувати удари. У МК (2011) цей прийом позбавляє ворога тільки можливості захищатися.
- Тіньова атака (UMK3, MKT, MK (2011)) — Нуб викликає з темряви свого двійника, і відправляє його атакувати ворога. Якщо двійнику вдасться застати ворога зненацька, то він проведе кидок, зробивши противника беззахисним перед наступною атакою. У МК (2011) двійник просто валить ворога на землю, проводячи різні удари, підсічки. У цій грі також є альтернативна версія тіньової атаки-Нуб хапає ворога за плечі, і утримує його, а в цю мить за спиною противника з'являється двійник Нуба, хапає його, і, крізь тіньовий портал, тягне в інший вимір, де завдає беззахисному ворогові кілька ударів, після чого, крізь ще один портал, викидає його, побитого, назад в реальний світ, в той час як Нуб в нашому світі спокійно стоїть, і сміється над невдалим противником.
- Телепортація з ударом (UMK3, MKT, MK4, MKG, MKA, MK (2011)) — Нуб крізь портал провалюється під землю, потім з'являється за спиною ворога, і схопивши його, разом з ним, стрибає в ще один портал, після чого падає з неба, і з силою б'є ворога головою об землю.
- Смерть з висоти (MKD) — Активний боєць дуету Нуб-Смоук йде з арени, другий з висоти завдає противнику удар ногою в стрибку.
- Темні тіні (MKD) — Активний боєць дуету Нуб-Смоук зникає в хмарі диму, а другий, з'явившись за спиною ворога, завдасть йому потужного удару.
- Ми живі (MKD) — Нуб — і Смоук з'являються на арені одночасно, і разом завдають ворогові сильного удару.
- Темні вбивці (MKD, MKA) — покликаний Смоуком Нуб, з'явившись на арені, залпом кидає у ворога п'ять сюрікенів. У МКА Нуб виконує цей прийом поодинці.
- Темрява (MKD, MKA) — Нуб, за своїм бажанням, стає тимчасово невидимим.
- Чорна дірка (MKA, MK (2011)) — Нуб створює портал під ногами у противника, і якщо той в нього провалиться, то впаде зверху, і отримає шкоду. У МК (2011) існує кілька різних варіацій цього прийому.
- Тіньовий удар коліном (MK (2011)) — з Нуба вистрибує двійник, і в повітрі проводить удар ногою. Це дозволяє збивати ворогів, атакуючих Нуба в стрибку.
- Тіньовий Підкат (MK (2011)) — двійник Нуба, вистрибнувши з нього, проводить підкат.

### X-Ray
- Знову разом (MK (2011)) — Нуб закликає свого двійника, той хапає ворога ззаду, і утримує його, поки Нуб б'є супротивника в обличчя, ламаючи кістки черепа, потім двійник б'є йому коліном в спину, пошкоджуючи хребет, і внутрішні органи, а потім сам Нуб завдає ворогові різкий удар ногою в живіт, від чого в опонента починається блювота на ногу Нуба.

### Добивання
- Руйнівник (MKT) — Нуб закликає тіньову хмару, яка обволікає противника, підіймає його в повітря, і розриває на частини.
- Телепортація з ударами (MKT) — Нуб зникає в порталі, з'являється за спиною противника, хапає його, і разом з ним провалюється в черговий портал, потім падає зверху, і з силою б'є ворога об землю, до тих пір, поки того не розірве на шматки.
- Град з сюрікенів (MK4(PC), MKD) — Нуб починає швидко метати сюрікени у ворога, до тих пір поки вони не покриють все його тіло, потім Нуб кидає останній сюрікен ворогові прямо в лоб, після чого той, мертвий, падає на землю, в калюжу власної крові.
- Загадай бажання (MK (2011))- Нуб викликає свого тіньового двійника, разом вони хапають противника за ноги, і повільно розривають його навпіл.
- Як один (MK (2011)) — Нуб створює під ногами у ворога портал, звідти з'являється його тіньовий двійник, і затягує його в портал, А коли з порталу залишається стирчати тільки верхня частина тіла ворога, Нуб різко закриває портал, відсікаючи всю нижню частину тіла противника, яка повзе в сторону, стікаючи кров'ю, поки не помре.

### Анімаліті
- (MKT) — Нуб перетворюється на величезного мурахоїда, і цілком засмоктує противника.

### Френдшип
- (MKT) — Нуб вирішує пограти в боулінг, в цей час на іншому кінці арени з'являються кеглі, і Нуб, запустивши в них кулю, збиває всі, крім двох. Потім на арені з'являється Шао Кан, який глузливо вимовляє: «це було жалюгідне видовище!».

### Хара-Кірі
- (MKD) — Нуб кидає сюрікени вгору, через кілька секунд вони падають назад, і встромляються йому в голову.

### Бабаліті
- (Mk(2011)) — перетворившись на дитину, Нуб створює портал у себе над головою, а коли той його засмоктує, Нуб випадково створює ще один портал точно під першим, і починає нескінченно падати між двома порталами.

## Критика та відгуки
- IGN зазначив, що доступ до персонажа — 50 перемог поспіль, один з найскладніших «секретів» в Mortal Kombat II.[4]
- Нуб Сайбот разом з іншими чоловіками-ніндзя Mortal Kombat — Саб-Зіро, Скорпіоном, Рептилією, Смоуком, Ермаком, Рейном і Хамелеоном розділив 3-є місце в рейтингу «найкращих перефарбованих персонажів комп'ютерних ігор» сайту GamePro в 2009 році.[5]